# 布朗克福尔
布朗克福尔（法語：Blanquefort，法語發音：[blɑ̃kfɔʁ]）是法国新阿基坦大区吉伦特省的一个市镇，位于该省中部，波尔多市区以北，属于波尔多区和波尔多都会区。布朗克福尔是波尔多近郊重要的卫星城之一，境内设有两个铁路通勤车站，波尔多有轨电车C线和多条波尔多公交线路均经过境内。

## 地理
布朗克福尔（44°54'38"N, 0°38'15"W）面积33.72 平方千米，位于法国新阿基坦大区吉倫特省，该省份为法国西南部沿海省份，是法國本土面积最大的省，北起滨海夏朗德省，西临大西洋，南至朗德省，东南接洛特-加龍省，东临多爾多涅省。
与布朗克福尔接壤的市镇（或旧市镇、城区）包括：帕朗皮尔、波尔多、勒皮扬梅多克、勒塔扬梅多克、埃西讷、布鲁日、巴桑斯、圣路易德蒙费朗。
布朗克福尔的时区为UTC+01:00、UTC+02:00（夏令时）。

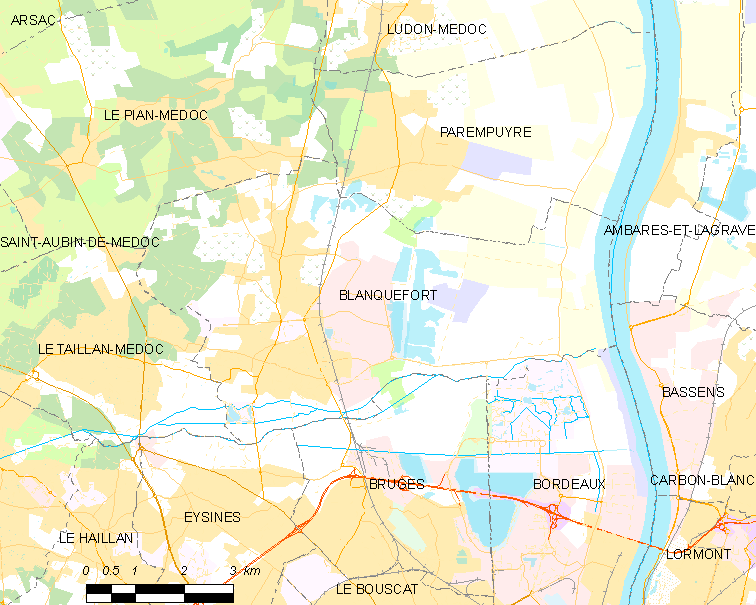
布朗克福尔的OSM定位图

## 行政
布朗克福尔的邮政编码为33290，INSEE市镇编码为33056。

## 政治
布朗克福尔所属的省级选区为梅多克之门县。

## 交通
吉伦特省省道D2线、D209线和D210线经过境内。

## 人口

1962-2008年间布朗克福尔人口变化图示

布朗克福尔于2022年1月1日时的人口数量为16786人。